# Robin Reid (Boxer)
Robin David Reid (* 19. Februar 1971 in Sefton, Großbritannien) ist ein ehemaliger britischer Profiboxer. Er war von Oktober 1996 bis Dezember 1997 WBC-Weltmeister im Supermittelgewicht und gewann als Amateur eine Bronzemedaille im Halbmittelgewicht bei den Olympischen Sommerspielen 1992 in Barcelona.

## Amateurkarriere
Robin Reid gewann die Silbermedaille im Halbmittelgewicht bei der Junioren-Weltmeisterschaft 1989 in Bayamón und 1990 die Goldmedaille beim Tammer-Turnier in Finnland.
Bei der Europameisterschaft 1991 in Göteborg unterlag er im Achtelfinale gegen Ole Klemetsen und bei der Weltmeisterschaft 1991 in Sydney im Viertelfinale gegen Israjel Hakobkochjan.
Bei den Olympischen Sommerspielen 1992 in Barcelona besiegte er Marcus Thomas, Leonidas Maleckis und Ole Klemetsen, ehe er im Halbfinale gegen Orhan Delibaş ausschied und Bronze im Halbmittelgewicht gewann.

## Profikarriere
Robin Reid gewann sein Debüt im Februar 1993 und blieb in 22 Kämpfen ungeschlagen, wodurch er am 12. Oktober 1996 um den WBC-Weltmeistertitel im Supermittelgewicht boxen konnte. Er gewann dabei in Mailand gegen den Titelträger Vincenzo Nardiello durch TKO in der siebenten Runde. Er verteidigte den Titel 1997 jeweils gegen Giovanni Pretorius, Henry Wharton und Hacine Cherifi, ehe er am 19. Dezember 1997 den Titel durch eine Punktniederlage an Thulani Malinga verlor.
Am 13. Februar 1999 verlor er beim Kampf um die WBO-Weltmeisterschaft im Supermittelgewicht durch Split Decision nach Punkten gegen Joe Calzaghe. Auch seinen nächsten Kampf im Juni 2000 verlor er nach Punkten gegen Silvio Branco.
Durch zehn folgende Siege, darunter gegen Julio César Vásquez, erhielt er eine erneute WM-Chance im Supermittelgewicht. Er boxte dabei am 13. Dezember 2003 gegen Sven Ottke um die Titel der WBA und IBF, verlor jedoch umstritten einstimmig nach Punkten.
Am 26. Juni 2004 gewann er gegen Brian Magee den IBO-Titel, verlor jedoch am 6. August 2005 beim Kampf um den WM-Titel der IBF im Supermittelgewicht vorzeitig gegen Jeff Lacy.
Nach einer Niederlage gegen Carl Froch im November 2007 beendete er seine Karriere, gab jedoch 2011 ein Comeback. Nach einer weiteren Niederlage gegen Kenny Anderson im Oktober 2012, beendete er endgültig seine Karriere.